# 유진 브레이브 락
유진 브레이브 락(Eugene Brave Rock, 1978년 경 ~ )은 캐나다의 배우, 스턴트 배우이다. 앨버타주 카이나이 네이션에서 성장했다.

## 영화
- 레버넌트: 죽음에서 돌아온 자 (2015년) - 스턴트
- 원더 우먼 (2017년) - 치프 역